# Libyjské království
Libyjské království (arabsky المملكة الليبية‎), v letech 1951–1963 oficiálním názvem Spojené království Libye, vzniklo po vyhlášení nezávislosti 24. prosince 1951 a trvalo až do 1. září 1969, kdy skupina armádních důstojníků v čele s Muammarem Kaddáfím po státním převratu svrhla krále Idrise I. a ustavili Libyjskou arabskou republiku.

## Historie
Po druhé světové válce obsadili tehdejší italskou kolonii Libyi Spojené království a Francie. Ty si kolonii rozdělily podle historických regionů, takže Britům připadlo do správy Tripolsko a Kyrenaika, zatímco Francouzům Fezzán. Toto rozdělení bylo navíc potvrzeno OSN v roce 1947 jako poručenská území, v témže roce se navíc Itálie vzdala nároků na území Libye. 21. listopadu 1949 přijalo Valné shromáždění OSN rezoluci, podle které by se měla Libye stát nezávislou před 1. lednem 1952.
A tak bylo dne 24. prosince 1951 vyhlášena nezávislost Libye jako dědičné království. Novým králem se stal Idris I. (z rodu Senussi) do té doby emír Kyrenaiky a také Tripolska. Celá země byla federací tří historických regionů (bývalých kolonií) Tripolska, Kyrenaiky a Fezzánu. Celá země měla také dvě hlavní města a to Tripolis a Benghází (Tripolis hlavním městem zůstal po roce 1969).
Dva roky po vyhlášení nezávislosti v roce 1953 se Libye připojila k Lize arabských států.
V roce 1955 začal průzkum ložisek ropy a první ropná pole byla objevena v roce 1959. První export byl zahájen teprve až v roce 1963. Objevení ropy pomohlo transformovat libyjskou ekonomiku.
Dne 25. dubna 1963 byl federativní systém vlády zrušen a s tímto byl také změněn název země na království Libye, aby odrážel změny ústavy.
1. září 1969, skupina vojenských důstojníků vedených Muammarem Kaddáfím provedla státní převrat (puč) proti králi Idrisovi I., zatímco on byl v Turecku na lékařském léčení. Revolucionáři zatkli náčelníka generálního štábu a šéfa bezpečnosti v království. Nová revoluční vláda následně zrušila monarchii a ustanovila republiku. Po svržení monarchie byla země oficiálně přejmenována na Libyjskou arabskou republiku.